# 저스티스 리크
저스티스 애덤 리크(영어: Justice Adam Leak, 1979년 9월 1일 ~ )는 미국의 배우이다. 영화 《그레이터 디베이터스》(2007)에 출연했다. 2016년 《슈퍼걸》의 단역으로 출연했다.

## 출연 작품
- 아메리칸 메이드